# Barem
Barem ist ein gedecktes Register der Orgel aus dem Barock. Erstmals wird es 1555 bei der Schweriner Domorgel erwähnt, die über ein Barem in 4′-Lage mit 52 Pfeifen verfügte. Es ist nach Michael Praetorius ein „Aequalgedact gar still un linde intoniret“. Zumeist wird es als 8′-Register ausgeführt. Nur in der Orgel der Eisenacher Georgenkirche baute Georg Christoph Stertzing ein Barem 16′. Ab der zweiten Hälfte des 18. Jahrhunderts gerät das Register nahezu in Vergessenheit und wird erst im Zuge der Orgelbewegung wieder vereinzelt gebaut, so 1937 in der Orgel von St. Lorenz in Nürnberg von G. F. Steinmeyer & Co. Die Wortbedeutung ist nicht eindeutig und kann entweder von „Barm“, der sich beim Bierbrauen unten am Boden absetzenden Hefe, oder vom Mecklenburgischen Wort „Barm“ für (leisen) Kummer abgeleitet werden.